# Begum Akhtar
Akhtari Bai Faizabadi o Begum Akhtar (Faizabad, 7 de octubre de 1914 - Ahmedabad, 30 de octubre de 1974) fue una cantante india de Ghazal, Dadra y Thumri.
Recibió el Premio "Sangeet Natak Akademi", por la mejor voz musical y fue galardonada con un reconocimiento llamado "Padma Bhushan by Govt. of India", que era un título pótumo por el Gobierno de la India. Obtuvo otro título denominado "Mallika-e-Ghazal" (Reina de Ghazals).

## Biografía
Begum Akhtar nació en Bada Darwaza, Bhadarsa, Bharatkund un Distrito de Faizabad, Uttar Pradesh. Su padre Asghar Hussain, era un joven abogado que se enamoró de su madre Mushtari y la hizo su segunda esposa, posteriormente, repudió a ella por sus hijas gemelas llamadas Zohra y Bibbi (Akhtar).

## Carrera
Akhtar cuando tenía apenas unos siete años de edad, ella se sintió cautivada por la música de Chandra Bai, un artista unido a un grupo de teatro. Sin embargo ante la insistencia de su tío que fue enviado para participar junto con Ustad Imdad Khan, un gran intérprete de la música y más junto a Ata Mohammed Khan de Patiala. Ella viajó a Calcuta con su madre, donde aprendió a escuchar música clàsica incondicionales como Mohammad Khan, Abdul Waheed Khan de Lahore y finalmente se convirtió en discípula de Ustad Jhande Khan.
Su primera actuación en público fue a la edad de quince años. La famosa poetisa, Sarojini Naidu, apreciaba su forma de cantar en un concierto que fue organizado para brindar ayuda y apoyo a las víctimas de un terremoto de Bihar de 1934. Esto la animó a seguir interpretando música de Ghazals, con más entusiasmo. Tras lanzar su primer disco, fue interrumpido por el sello discográfico llamado "Megaphone Record Company", en ese momento. Una serie de discos de gramófono, le yudaron a lanzar sus primeras canción interpretadas en géneros gazales, Dadras y thumris, entre otros.

## Discografía

### Bollywood
- Naseeb Ka Chakkar | -

1. Kalyug Hai Jabse Aaya Maya Ne...

- Roti | Anna Sahab Mainkar

1. Wo Hans Rahe Hain Aah Kiye Jaa...
2. Ulajh Gaye Nayanwa Chhute Nahin...
3. Char Dino Ki Jawani Matwale...
4. Ai Prem Teri Balihari Ho...
5. Phir Fasle Bahaar Aayi Hai...
6. Rehne Laga Hai Dil Me Andhera...

- Panna Dai | Gyan Dutt

1. Hamen Yaad Teri Sataane Lagi...
2. Main Raja Ko Apne Rijha Ke Rahungi...

- Dana Pani | Mohan Junior

1. Ishq Mujhe Aur Kuchh To Yaad Nahi...

- Ehsaan

1. (1954 - hame.n dil me.n basaa bhi lo).

## Filmografía
- Mumtaz Beghum(1934)
- Jawaani Ka Nasha(1935)
- King for a Day (1933, director : Raaj Hans)
- Ameena (1934, director : -)
- Roop Kumari (1934, director : Madan)
- Naseeb Ka Chakkar (1936, director : Pesi Karani)
- AnaarBala (1940, director : A M Khan)
- Roti (película de 1942) (1942, director : Maadhav Kaale)
- Jalsaghar (1958; director: Satyajit Ray)

## Premios y reconocimientos
- 1968: Padma Shri[cita requerida]
- 1972: Sangeet Natak Akademi Award[cita requerida]
- 1975: Padma Bhushan (posthumously)[cita requerida]

## Otras lecturas
- In Memory of Begum Akhtar, by Shahid Ali Agha. U.S. Inter Culture Associates, 1979.
- Great Masters of Hindustani Music, by Susheela Misra. Published by Hem Publishers, 1981. Chapter 26.
- Begum Akhtar: The Queen of Ghazal, by Sutapa Mukherjee. Rupa & Co, 2005, ISBN 81-7167-985-4.
- Begum Akhtar: The Story of My Ammi, by Shanti Hiranand. Published by Viva Books, 2005. ISBN 81-309-0172-2.
- Ae Mohabbat… Reminiscing Begum Akhtar, by Jyoti Sabharwal & Rita Ganguly, 2008, ISBN 978-81-904559-3-0.[1]
- Begum Akhtar: Love’s Own Voice, by S. Kalidas . 2009.